# Pete Mount
Paul Winford Mount, detto Pete (Lebanon, 10 marzo 1925 – Lebanon, 3 febbraio 1990), è stato un cestista statunitense, professionista nella NBL.
Era il padre di Rick Mount.

## Carriera
Giocò per una stagione nella NBL, disputando 10 partite con 1,5 punti di media.